# Campionato italiano di calcio da tavolo 1986
Il dodicesimo campionato italiano di Subbuteo agonistico (calcio da tavolo) fu l'ultimo organizzano dalla F.I.C.M.S.. Le gare si disputarono a Milano nel 1986. La competizione fu suddivisa nella categoria "Seniores" e nella categoria "Juniores". Quest'ultima è riservata ad i giocatori "Under16". Per la prima volta nella categoria "Juniores" si ripete una finale, difatti il palermitano Giovanni Lazzara ed il barese Mario Baglietto si giocarono il titolo già l'anno precedente.

## Medagliere
| Pos. | Regione        |   |   |   | Totale |
| ---- | -------------- | - | - | - | ------ |
| 1    | Emilia-Romagna | 1 | 0 | 1 | 2      |
| 2    | Puglia         | 1 | 0 | 0 | 1      |
| 3    | Liguria        | 0 | 1 | 1 | 2      |
| 4    | Sicilia        | 0 | 1 | 0 | 1      |

## Risultati

### Categoria Seniores

#### Girone A
- Marco Baj - Paolo Zappino 1-2
- Tommaso Damiani - Giuseppe Ogno 1-5
- Marco Baj - Tommaso Damiani 6-2
- Paolo Zappino - Giuseppe Ogno 0-1
- Marco Baj - Giuseppe Ogno 4-3
- Paolo Zappino - Tommaso Damiani 6-0

#### Girone B
- Stefano DeFrancesco - Giorgio Manfioletti 3-2
- Antonio Montuori - Carlo Grandinetti 1-0
- Stefano DeFrancesco - Antonio Montuori2-0
- Giorgio Manfioletti - Adriano Potecchi 0-8
- Stefano DeFrancesco - Carlo Grandinetti 7-0
- Antonio Montuori - Adriano Potecchi 2-2
- Stefano DeFrancesco - Adriano Potecchi 3-2
- Giorgio Manfioletti - Carlo Grandinetti 2-3
- Giorgio Manfioletti - Antonio Montuori 3-4
- Carlo Grandinetti - Adriano Potecchi 3-5

#### Girone C
- Renzo Frignani - Alessandro Benedetti 6-2
- Guido Corso - Edoardo Bellotto 2-3
- Renzo Frignani - Guido Corso 7-1
- Renzo Frignani - Edoardo Bellotto 1-1
- Alessandro Benedetti - Edoardo Bellotto 1-1
- Alessandro Benedetti - Guido Corso 3-4

#### Girone D
- Davide Massino - Francesco Quattrini 7-1
- Gianluca Carpanese - Renato Russo 3-4
- Davide Massino - Gianluca Carpanese 7-1
- Francesco Quattrini - Antonio Aloisi 0-2
- Davide Massino - Renato Russo 2-2
- Gianluca Carpanese - Antonio Aloisi 1-1
- Davide Massino - Antonio Aloisi 6-0
- Francesco Quattrini - Renato Russo 2-3
- Francesco Quattrini - Gianluca Carpanese 3-3
- Renato Russo - Antonio Aloisi 2-2

#### Quarti di finale
- Davide Massino - Edoardo Bellotto 2-1
- Marco Baj - Stefano DeFrancesco 5-8 d.t.s.
- Renzo Frignani - Renato Russo 3-2
- Adriano Potecchi - Paolo Zappino 7-8dtp

#### Semifinali
- Davide Massino - Stefano DeFrancesco 2-1
- Paolo Zappino - Renzo Frignani 0-2 d.t.s.

#### Finali
Finale 7º/8º posto
Marco Baj - Adriano Potecchi 2-0
Finale 5º/6º posto
Renato Russo - Edoardo Bellotto 2-0
Finale 3º/4º posto
Paolo Zappino - Stefano DeFrancesco 3-1
Finale 1º/2º posto
Davide Massino - Renzo Frignani 1-3

### Categoria Juniores

#### Girone A
- Mario Corradi - Sparacio 3-1
- Battistoni - S. Piras	1-5
- Mario Corradi - Battistoni	7-1
- Sparacio - S. Piras 0-4
- Mario Corradi - S. Piras 3-5
- Sparacio - Battistoni 11-3

#### Girone B
- Brian Benvenuto - Massimiliano Nastasi 2-2
- Emanuele Cattani - Ivan Zarra 1-1
- Brian Benvenuto - Emanuele Cattani 3-1
- Massimiliano Nastasi - Minardi 3-2
- Brian Benvenuto - Ivan Zarra 2-1
- Emanuele Cattani - Minardi 0-6
- Brian Benvenuto - Minardi 2-3
- Ivan Zarra - Massimiliano Nastasi 2-2
- Massimiliano Nastasi - Emanuele Cattani 3-1
- Ivan Zarra - Minardi 2-2

#### Girone C
- Giovanni Lazzara - Pilati 4-0
- Andrea Sanavio - Andrea Lampugnani 2-2
- Giovanni Lazzara - Andrea Sanavio 5-2
- Giovanni Lazzara - Andrea Lampugnani 0-0
- Pilati - Andrea Lampugnani 0-7
- Pilati - Andrea Sanavio 1-4

#### Girone D
- Mario Baglietto - Marco Mingrone 1-1
- Pasquale Citrigno - Stefano Patruno 1-1
- Mario Baglietto - Pasquale Citrigno 10-0
- Marco Mingrone - Marco Montuori 3-0
- Mario Baglietto - Stefano Patruno 1-0
- Pasquale Citrigno - Marco Montuori 2-3
- Mario Baglietto - Marco Montuori 10-2
- Marco Mingrone - Stefano Patruno 3-0
- Marco Mingrone - Pasquale Citrigno 6-2
- Stefano Patruno - Marco Montuori 4-3

#### Quarti di finale
- S. Piras - Minardi 3-4
- Marco Mingrone - Giovanni Lazzara 0-3
- Mario Corradi - Massimiliano Nastasi 3-2
- Andrea Lampugnani - Mario Baglietto 1-2

#### Semifinali
- Minardi - Giovanni Lazzara 1-2
- Mario Corradi - Mario Baglietto 0-7

#### Finali
Finale 7º/8º posto
S. Piras - Massimiliano Nastasi 1-3
Finale 5º/6º posto
Marco Mingrone - Andrea Lampugnani 3-6
Finale 3º/4º posto
Mario Corradi - Minardi 3-4
Finale 1º/2º posto
Giovanni Lazzara - Mario Baglietto 2-3 d.t.s.